# Алёшково (усадьба)
Алёшково — усадьба, расположенная в деревне Алёшково Ступинского района Московской области.

## История
Село Алёшково упоминается в писцовых книгах XVI века, тогда оно принадлежало И. А. Житову, в 1577 году перешло во владение ястребнику М. В. Григорову. Основана в начале XIX века, при помещице А. П. Новиковой, а после неё усадьбой владели помещики Кожины и фабриканты Щербаковы.
В 1819 году в усадьбе была возведена Успенская церковь. В середине XIX века усадьбой владел генерал П. А. Кожин. В 1870 году доля усадебных земель принадлежала фабриканту Ф. Щербакову. Им было открыто заведение по выработке картофельного крахмала для отделки тканей, и колотильня для отделки коленкора струёй воды. Усадьба в 1890 году полностью переходит во владение Щербакова. Усадьба была построена в стиле классицизма, в усадебный комплекс входили главный корпус с двумя флигелями, парадный двор, обнесённый каменной оградой, конюшня, липовый парк и ампирная церковь Успения Пресвятой Богородицы, выстроенная из камня на месте старой деревянной. После революции имение было национализировано. В 1924 году в бывшей усадьбе был открыт приют для детей-беспризорников. В 1930 году храм закрыт большевиками. В 1995 году был возвращён верующим, с 2000-х годов проводились ремонтные работы.
От усадебного дома и флигелей 1800-х годов остались лишь руины построек, ворота, фрагменты ограды парадного двора, полуразрушенные хозяйственные и несколько служебных построек, комплекс конного двора, водонапорная башня и амбар, кирпичная Успенская церковь 1819 года, остатки регулярного липового парка с прудами.